# Leslie Hill
Leslie Hill är en kulle i Antarktis. Den ligger på Livingstonön i Sydshetlandsöarna. Argentina, Chile och Storbritannien gör anspråk på området. Toppen på Leslie är 340 meter över havet.
Terrängen runt Leslie Hill är huvudsakligen kuperad, men den allra närmaste omgivningen är platt. Trakten är glest befolkad. Närmaste befolkade plats är St. Kliment Ohridski Base, 10,3 kilometer sydväst om Leslie Hill.